# رابی ماتوندو

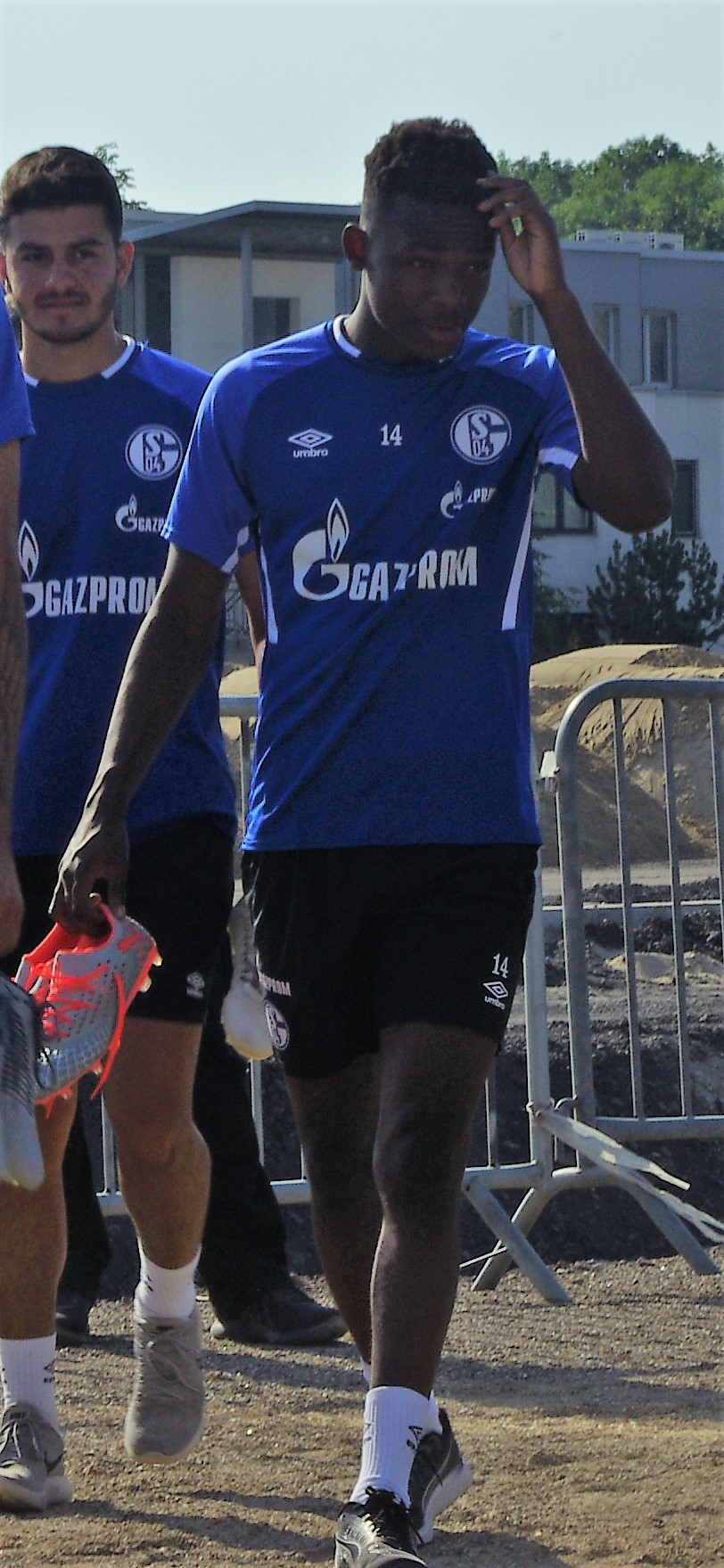
رابی ماتوندو (شماره ۱۴) در سال ۲۰۱۹

رابی ماتوندو (به انگلیسی: Rabbi Matondo؛ ۹ سپتامبر ۲۰۰۰) بازیکن فوتبال اهل کشور ولز است که هم‌اکنون در باشگاه فوتبال شالکه ۰۴ به عنوان وینگر بازی می‌کند.
او همچنین سابقه بازی برای تیم ملی فوتبال ولز را نیز دارد.

## زندگی عادی
ماتوندو در لیورپول انگلیس متولد شد اما در کودکی به جنوب شرقی ولز نقل مکان کرد. وی در منطقه ترمورفا در کاردیف بزرگ شد و در آنجا ابتدا با پدر و برادران خود در پارک‌های محلی فوتبال بازی کرد. پدر او دادا در کشور خود کنگو فوتبال بازی می‌کرد. دو برادرش، سدریک و جفت نیز در سطح جوانان فوتبال بازی می‌کنند. او در نوجوانی در دبیرستان للانیشن شرکت کرد.

## عملکرد باشگاهی

### دوران نوجوانی
ماتوندو کار خود را به عنوان بازیکن جوان در کاردیف سیتی آغاز کرد. در سال ۲۰۱۶، وی با پرداخت مبلغی برای جبران خسارت تحت برنامه عملکرد بازیکنان جوان، به منچسترسیتی در لیگ برتر منتقل شد، ابتکاری که توسط لیگ برتر در مورد حرکت بازیکنان جوان ایجاد شده‌است. کاردیف علیه این اقدام تجدید نظر کرد و ماتوندو از زمانی که این درخواست تجدید نظر رد شد، از بازی برای منچسترسیتی جلوگیری کرد. با این حال، مبلغ ۵۰۰۰۰۰ پوند مبلغ توافق شده گزارش شده‌است.
او در تاریخ ۱۵ اوت ۲۰۱۷ مقابل روتردام یونایتد اولین گل خود را برای تیم زیر ۲۱ سال منچستر سیتی در جام حذفی به ثمر رساند و اولین گل خود را در بازی بعدی این تیم به ثمر رساند، در یک شکست ۲ بر یک به برادفورد سیتی. وی در نسخه بعدی این مسابقات دو گل دیگر به این بازی اضافه کرد: این بازی تنها به تساوی ترانمیر روورز در بازی گروهی آخر و یک تساوی ۳ بر ۳ در برابر بارنزلی در دور دوم و همچنین گل در پنالتی بعدی که منجر به صعود می‌شود.

### شالکه ۰۴
در تاریخ ۳۰ ژانویه ۲۰۱۹، ماتوندو با قراردادی چهار ساله و نیم ساله برای باشگاه شالکه ۰۴ در بوندس لیگا با هزینه گزارش شده حداکثر ۱۱ میلیون پوند امضا کرد. او اولین بازی حرفه ای خود در لیگ را سه روز بعد در خانه با نتیجه ۲–۰ برابر بروسیا مونشن گلادباخ، به عنوان یک تعویض دقیقه ۷۵ برای سباستین رودی انجام داد. در شانزدهم فوریه، او در تساوی بدون گل مقابل فرایبورگ در ترکیب ثابت حضور داشت. در ۲۸ سپتامبر ۲۰۱۹، او در پیروزی ۳ بر یک مقابل لایپزیگ، اولین گل خود را برای شالکه به ثمر رساند.فرم ماتوندو در فصل ۲۰۱۹/۲۰ برای شالکه بسیار چشمگیر بوده است ، این باعث شده تا بزرگترین باشگاههای جهان به ماتوندو علاقه‌مند شود. رئال مادرید و باشگاه انگلیسی منچستریونایتد هر دو علاقه جدی به خرید ماتوندو نشان دادند.ماتوندو در قرارداد خود در شالکه یک بند فسخ 60 میلیون یورویی دارد ، که این بیشتر گواهی بر این است که وی تا چه اندازه ارزش بالایی دارد.

## عملکرد بین‌المللی
ماتوندو واجد شرایط نمایندگی کنگو، انگلیس یا ولز در سطح بین‌المللی بود. وی قبل از تغییر بیعت با ولز در سطح زیر ۱۷ سال، نماینده انگلیس بود. او اولین دیدار خود در اردوی تیم ملی زیر ۲۱ سال ولز را در سپتامبر ۲۰۱۷ دریافت کرد و اولین گل خود را برای این تیم در پیروزی ۳–۱ مقابل لیختنشتاین بدست آورد. او پس از حضور در چهار مسابقه مقدماتی به عنوان جانشین، اولین بازی رسمی خود را برای زیر ۲۱ سال در تساوی ۱–۱ با گرجستان در دومین دو بازی دوستانه مقابل این کشور در ژوئن ۲۰۱۸ انجام داد.
در نوامبر ۲۰۱۸، ماتوندو اولین فراخوان خود را برای تیم بزرگسالان ولز برای بازی دوستانه مقابل آلبانی دریافت کرد. او اولین بازی بین‌المللی خود را در طول مسابقه در تاریخ ۲۰ نوامبر به عنوان جانشین دقیقه ۷۸ به جای سم ووکس انجام داد و ولز در الباسان با نتیجه ۱–۰ شکست خورد. در ماه مه سال ۲۰۱۹، پس از سفر به اردن از اردوگاه تمرین تیم ملی ولز در پرتغال، ماتوندو پس از «رفتار ناخوشایند» توسط پلیس هواپیما از هواپیما اسکورت شد.با وجود تنها ۱۹ سال ، اکنون ماتوندو در تیم ملی ولز یک بازیکن ثابت است.